# 왕면 (화가)
왕면(王冕, 왕몐, 1287년–1359년)은 원나라 시기에 활동한 중국의 화가이자 시인이었다. 자 (이름)는 원장(元章)이다. 처음에는 관료가 되기를 열망했던 왕면은 나중에 매화 전문 예술가로서 상당한 인정을 받았다. 말년에 대중의 눈에서 사라진 왕면은 홍무제의 군사 고문으로 짧은 시간을 보냈다. 왕면은 18세기 소설 유림외사에 등장한다.